# Domus Medica
Domus Medica (latin for "lægernes hus"), oprindeligt Det Plessenske Palæ, er et tidligere adelspalæ i Kristianiagade 12 i København, som siden 1948 har været domicil for Den almindelige danske Lægeforening.

## Historie
Indtil 1944 betegnede Domus Medica Lægeforeningens hus i Amaliegade 5 i Frederiksstaden, tobaksspinder Ole Høgilds Gård, der var et rokokohus opført ved Nicolai Eigtved. Dette hus blev schalburgteret natten mellem den 7. og 8. juni 1944 og ikke genopført. Efter krigen blev Det Plessenske Palæ ombygget ved Holm & Grut til brug for Lægeforeningen.
Det Plessenske Palæ er det sidste adelspalæ, der blev opført i hovedstaden, og med 97 værelser et af de største. Det trefløjede, U-formede anlæg blev opført 1901-06 i nybarok stil af Gotfred Tvede for den pensionerede diplomat, baron Joseph von Plessen (1860-1912). Hovedindgangen findes i en cour d'honneur mod Kristianiagade, men palæet har også facade ud til Trondhjems Plads. Palæet er i tre etager, heraf en mezzanin, og krones af et mansardtag med sortglaserede tegl. Ved Holm & Gruts ombygning blev et antal kviste erstattet af ovenlysvinduer.
Den kendte baronesse og fotograf Varvara Hasselbalch voksede op i palæet i mellemkrigstiden.

## Interiør
Den store hall, hvortil man ankommer via palæets originale hovedindgang ud mod Kristianiagade, er belagt med et ternet marmorgulv. Herfra fører pragttrappen udført i marmor med et sirligt udformet smedejernsgitter og bronzegelænder. Trappen fører op til reposen og rotunden på beletagen (1. sal). Trappens underside og vægpartier er den dag i dag stadig beklædt med de originale lampetter og den originale stukudsmykning i nyrokokostil fra palæets opførelse.
Fra rotunden fører dørpartier med store fløjdøre ind til de øvrige saloner og biblioteket. Reposen og rotunden er stadig (med et par få undtagelser, nemlig lysekronen i rotunden og de kinesiske bojaner) beklædt med den originale stuk på vægge og lofter. Der står flere møbler fra husets opførelse i begge rum.

## Forvekslingsmuligheder
I 1700-tallet henviste "Det Plessenske Palæ" til et palæ i Frederiksholms Kanal 16-18, som i 1851-52 blev opdelt og helt ombygget ved H.C. Stilling. Det er nu Nationalmuseets Klunkehjem.
Også det senere Ole Haslunds Hus i Østergade er blevet kaldt Det Plessenske Palæ.